# سنوني
سنوني  (بالايزيدية: سنونێ، Sinunê)  هي بلدة عراقية ومركز لناحية الشمال، في قضاء سنجار في محافظة نينوى، التابعة لحكومة العراق المركزية، بلدة سنوني في شمال جبل سنجار وتعتبر من المناطق المتنازع عليها في العراق. سكانها من اليزيديين حصريًا.

## الأهمية
تعتبر المدينة مركزا لناحية الشمال ومن الأهم القرى التابعة لها:
- حطين
- التأميم
- بورك
- القادسية
- الأندلس
- العروبة
- حردان وكرشبك
- بارا